# Zeale nigromaculata
Zeale nigromaculata är en skalbaggsart som först beskrevs av Johann Christoph Friedrich Klug 1829.  Zeale nigromaculata ingår i släktet Zeale och familjen långhorningar.
Artens utbredningsområde är:
- Paraguay.
- Uruguay.

Inga underarter finns listade i Catalogue of Life.